# 2933 Amber
A 2933 Amber (ideiglenes jelöléssel 1983 HN) a Naprendszer kisbolygóövében található aszteroida. Norman G. Thomas fedezte fel 1983. április 18-án.